# Aufstand am Polytechnio Athen

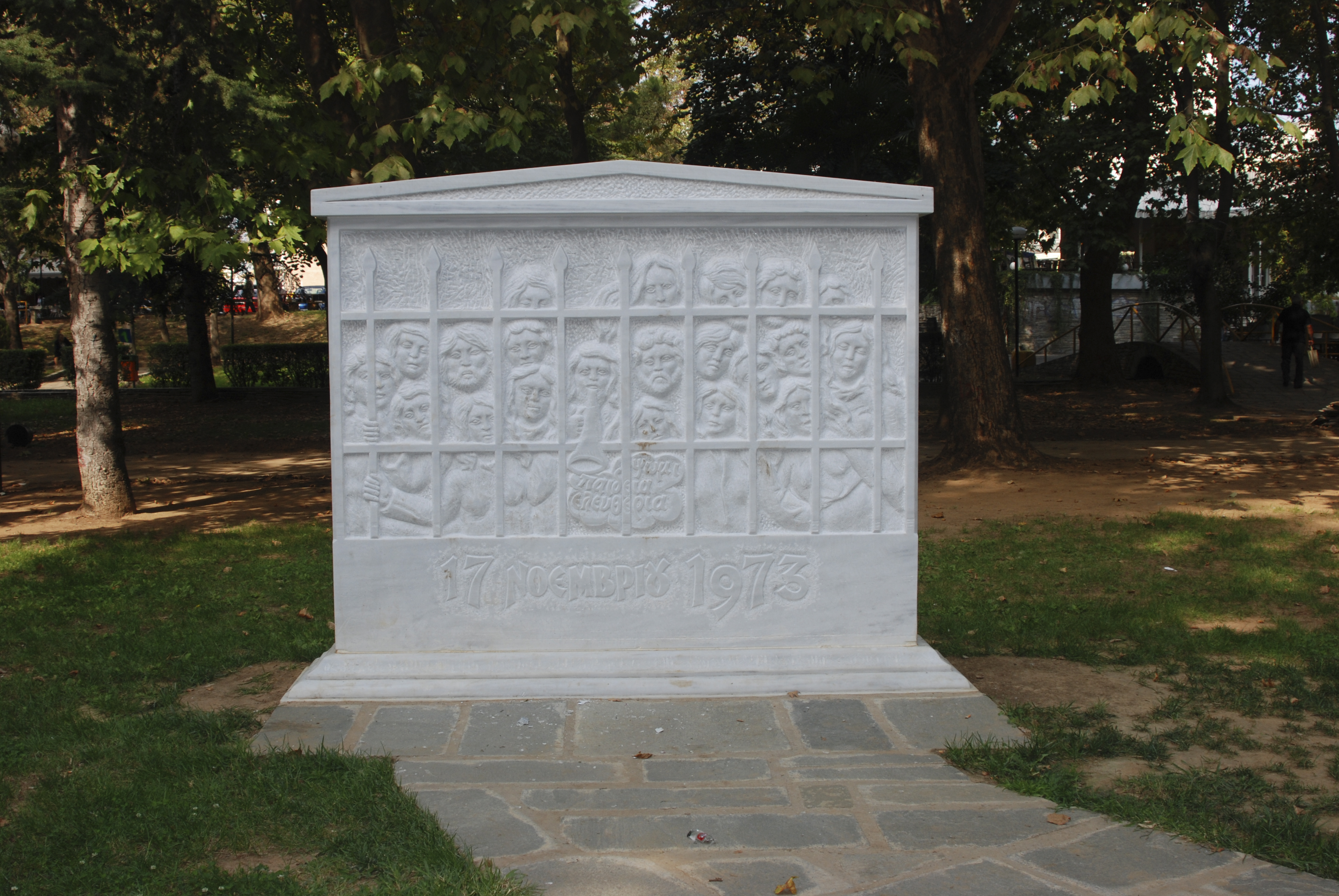
Gedenkstein in der Stadt Drama in Nordgriechenland mit der Parole „Brot, Bildung, Freiheit“ (ψωμί, παιδεία, ελευθερία)

Der Aufstand am Polytechnio Athen begann am 14. November 1973 an der Technischen Universität in Athen – allgemein Polytechnio (griechisch Πολυτεχνείο). Er wurde nach drei Tagen von der Militärdiktatur (Junta), die seit 1967 unter Duldung der USA und der NATO Griechenland beherrschte, blutig niedergeschlagen. Der Widerhall des Vorgangs im In- und Ausland war so groß, dass unmittelbar danach der Diktator Georgios Papadopoulos über interne Verwerfungen stürzte und sein Nachfolger Dimitrios Ioannidis, der einen noch schärferen Kurs betrieb, den endgültigen Sturz der Junta nur noch bis zum Sommer 1974 verzögern konnte.
Die Unruhen gelten allgemein als „Aufstand der Studenten“, doch zeigt eine Zuordnung der Verhafteten bei der Niederschlagung in der Nacht des 16. auf den 17. November, dass die Beteiligung weit umfassender war: „Nur 49 Studenten stammten vom Polytechnio. 268 Studenten gehörten anderen Athener Universitätsinstitutionen an. 74 waren Schüler und 475 Arbeiter.“

## Vorgeschichte
„Im Januar 1973 war Papadopoulos Regent, Premierminister, Außen- und Verteidigungsminister und damit auf dem Höhepunkt seiner Macht. Es zeigten sich Züge einer Hybris.“ Infolge der seit sechs Jahren andauernden Beherrschung des Landes – vor allem durch die Geheimpolizei ESA unter Ioannidis –, schien der Junta aus der Bevölkerung keine Gefahr zu drohen, doch sammelte sich die Opposition im Militär selbst: In der Marine von royalistischen Anhängern des beseitigten Königtums bis hin zu Hardlinern, denen Papadopoulos Kurs zu weich war. In Offizierskreisen der Armee hingegen und vor allem unter den Mannschaften organisierten sich auch die demokratischen Gegner. Von einer die Obristen gefährdenden Organisierung kann nicht gesprochen werden. Zwar gab es eine militante Gruppe aus dem Militär, die unter der Bezeichnung AAA (Unabhängiger Befreiungswiderstand) zwischen Februar 1971 und April 1972 einige Anschläge auf US-Militärfahrzeuge ausführte. Mit der Verhaftung des Offiziers Tassos Minis war die Gruppe aber zerschlagen.[4] Die Opposition im Militär war vorhanden aber für den weiteren Verlauf marginal.
Papadopoulos konnte „diese beiden Gefahren vorläufig bannen, aber es gab noch eine dritte Gefahr, deren Ausmaß er überhaupt nicht begriff, nämlich jene, die von den Universitätsstudenten ausging. Und über diese stürzte Papadopoulos schließlich.“

### Proteste an den Universitäten
Schon in den vergangenen Jahren hatte sich der Unmut der Studenten vor allem an der Tatsache entzündet, dass ihnen keine demokratische Wahl ihrer Vertretung in den Universitätsgremien erlaubt wurde.
Im Wintersemester 1972/73 war dies wiederum verboten und auch über die Lehrinhalte wollten die Studierenden diskutieren. Nach der Zurückweisung kam es zu Protesten. „Das Regime reagierte […] mit dem Polizeiknüppel […] Zugleich wurde ein Gesetz erlassen, das es ermöglichte, unbotmäßige Studenten sofort zum Militärdienst einzuziehen.“ Dagegen kam es am 13. Februar 1973 zu einer Demonstration, die gewaltsam aufgelöst wurde und 37 Studenten wurden sofort eingezogen. Es kam zu weiteren Unruhen und 51 neuen Einberufungen.
Am 21. Februar verbarrikadierten sich etwa 2.000 Studenten im Gebäude der juristischen Fakultät. Der Senat der Universität versuchte zu vermitteln, und die Besetzung wurde beendet. Doch der stellvertretende Premier Stylianos Pattakos blieb hart – die 96 einberufenen Studenten sollten ihren Wehrdienst ableisten. Sechs ehemalige Minister solidarisierten sich mit den Studierenden. Nachdem sich nichts veränderte, folgten Unruhen in Thessaloniki und Patras. In Athen wurde wiederum die juristische Fakultät besetzt, und am 20. März 1973 stürmte die Polizei das Gebäude.
Die beiden Besetzungen der Nomiki im Februar/März 1973 führten zur Bildung eines Koordinierungskomitees, welches von Studierenden der juristischen und humanistischen Fakultät dominiert wurden. Diese waren in der KNE nahen A-EFEE (auch AntiEFEE, (Anti-Diktatur) zahlenmäßig große, marxistische und prosowjetische Studierendenorganisation während der Junta) und RIGAS (Rigas Feraios, war als Jugendorganisation seit 1967 an den Universitäten bedeutsam, unterstützte ab 1968 die KKE Abspaltung KKE Esoterikou, die später in SYRIZA aufging) organisiert, was zur Entstehung von Konfliktlinien führte, die später im November zum Ausdruck kamen und bis in die Universitätsbesetzungen der Metapolitefsi führten. Sie wollten die Forderungen auf universitäre Belange begrenzen, weswegen die Physik- und Mathematikstudierenden etwas ausgeschlossen wurden, die in linken Gruppen organisiert waren und eher die Junta insgesamt konfrontieren wollten. Die Besetzung der Nomiki markierte auch das erste Auftauchen einer kleinen anarchistischen Gruppe, deren Mitglieder Nikos Balis und Christos Konstantinidis bekannter wurden. Beide waren keine Studenten aber militante Intellektuelle um den Verlag „Internationale Bibliothek“. Die Nomiki Besetzung wurde von Rechtsextremen der Organisation EKOF (eine faschistische Studentenorganisation in den 50er bis 70er Jahren, mit Verbindungen zum Staat. Verwickelt in den Mord an Grigoris Lambrakis 1963) angegriffen.[9]
Den Studenten „kamen sieben Rechtsanwälte zur Hilfe, die ihrerseits verhaftet wurden. […] Die Internationale Juristenkommission und die amerikanische Bar Association (sandte) Vertreter nach Griechenland […] Die Regierung weigerte sich, diese zu empfangen.“ Der in Deutschland lehrende „Juraprofessor Dimitri Tsatsos (erschien) in Athen und wurde prompt festgenommen, was natürlich in der Bundesrepublik für Unruhe sorgte und einen gerade geplanten Besuch von Außenminister Scheel in Athen fraglich machte.“

### Frühjahr und Sommer 1973
Im März und April 1973 wuchs die internationale Opposition selbst in der NATO und der US-Botschafter Tasca warnte seine Regierung vor Dimitrios Ioannidis, dem Chef der Militärpolizei ESA, der in aller Öffentlichkeit einen schärferen Kurs fordere: „Nur wenn er die Verfassung von 1968 voll in Kraft setze, könne er (Diktator Papadopoulos) seine Position retten.“ Diese „Opposition“ fand allerdings keinen praktischen Ausdruck, die Militärhilfe der NATO-Staaten floss weiter und der politischen und polizeilichen Zusammenarbeit von US und BRD tat es keinen Abbruch. Daher fühlte sich Griechenland im späteren Verlauf der Zypernkrise verraten, als die NATO plötzlich den türkischen Interessen den Vorzug gab.[12]
Am 23. April meldete sich auch der 1967 von den Militärs entmachtete Premier Konstantinos Karamanlis zu Wort (in der Athener Zeitung Vradyni, die aber sofort konfisziert wurde), beschuldigte die Junta und forderte eine Rückkehr des Königs und eine starke Regierung (die selbstverständlich unter ihm gebildet werden sollte).
Papadopoulos interpretierte dies als einen Aufruf an die Royalisten und im Mai 1973 versuchten Marineoffiziere auch einen Putsch, der jedoch kurz zuvor aufgedeckt wurde und mit harten Konsequenzen für die beteiligten Kreise scheiterte. Der Zerstörer Velos war jedoch schon ausgelaufen und sein Kurswechsel zum italienischen Hafen Fiumicino und die dortige Bitte des Kommandeurs Pappas um politisches Asyl sorgte für weltweites Aufsehen. „In Washington wurden Zweifel laut, ob die griechischen Streitkräfte überhaupt noch einsatzfähig seien.“
Papadopoulos versuchte die Flucht nach vorn, schaffte am 1. Juli 1973 die Monarchie offiziell ab, versprach Parlamentswahlen, eine Abstimmung über die seit 1968 verschleppte (scheindemokratische) Verfassung und ein Referendum am 29. Juli 1973: eine Abstimmung über ihn selbst als einzigen Präsidentschaftskandidaten.
Das Referendum fand statt und „trotz düstere(n) Drohungen [… und] obwohl in Griechenland Wahlpflicht bestand, blieben rd. 25 Prozent der Wähler den Urnen fern.“ 77 % (3,8 Mio.) stimmten für JA und 22 % (1 Mio.) für NEIN. „Trotz zahlreicher Zweifel erklärte der Oberste Gerichtshof am 13. August 1973 die Wahlen für gültig.“
Papadopoulos zeigte sich großzügig und kündigte eine Amnestie an: „In der Tat wurden alle politischen Gefangenen (noch 350) entlassen. Unter ihnen befanden sich Alexandros Panagoulis (Attentäter auf Papadopoulos 1968) und Evangelos Averoff.“
Doch Papadopoulos fand keinen prominenten Politiker für das Amt des Premiers. Am 1. Oktober 1973 setzte er als Präsident alle bisherigen Minister ab, darunter auch die sechs Mitglieder der ursprünglichen Junta. Die Ernennung einer neuen Regierung unter Spyros Markezinis „war für die Demokraten zu gering und für die Hardliner im Militär zu groß.“

## Polytechnio – der Aufstand

### Gedenkfeier für Georgios Papandreou
„Am 4. November 1973 jährte sich zum fünften Mal der Tod von Georgios Papandreou. Zum Gedenken wurde in der Athener Kathedrale ein Gottesdienst abgehalten. Durch Mundpropaganda informiert, waren einige Tausend Leute erschienen. […] Nach dem Ende der Gedenkfeier rief die vor der Kathedrale versammelte Menschenmenge Slogans gegen die Junta und marschierte in das Zentrum von Athen. Die Polizei versuchte, die Menge auseinanderzutreiben, doch diese antwortete mit Steinwürfen.“ Es kam zu einer Straßenschlacht, bei der es auf beiden Seiten Verletzte gab. „An den folgenden Tagen wurden 17 Verhaftete, darunter 3 Studenten vor Gericht gestellt. […] Die Verurteilung der drei Studenten führte zu Protesten zunächst an der Universität Athen, dann aber auch in Patras und Thessaloniki. Am 14. November besetzten einige tausend Studenten das Polytechneion. Andere versammelten sich in Instituten der Universität. Alle Studenten forderten, dass sie ihre Vertretung selbst wählen durften. Die Wahlen sollten am 4. Dezember 1973 abgehalten werden.“

### Besetzung am 14. November
Der Erziehungsminister Panagiotis Sifnaios begab sich vormittags zu den Studenten, informierte sich und bewirkte auf einer anschließenden Sitzung mit Papadopoulos und anderen Ministern, die Zustimmung zur Erfüllung von Forderungen – doch die Wahlen sollten erst Mitte Februar 1974 stattfinden.
„Der Rektor des Polytechneions kannte die Unruhe unter den Studenten und war gegen eine Verschiebung. Sifnaios gab nach und der Senat des Polytechneions stimmte einer Versammlung aller Studenten noch an diesem Tag zu.“ Zur Versammlung strömten auch die Studenten anderer, bereits geschlossener Institute und sie wurde in den Vorhof verlagert. Schließlich „mischten sich Sympathisanten und die bei solchen Gelegenheiten üblichen Chaoten linker Coleur sowie Agents provocateurs der Geheimpolizei“ dazu. Die Versammlung breitete sich weiter auf die Straße aus, es gab Slogans und Plakate zur Sache, „doch schon bald wurden sie politischer und immer aggressiver. Später wurde bekannt, dass die aggressivsten Slogans von den Agents provocateurs stammten. […] Gegen 17 Uhr erschien ein Vertreter der Staatsanwaltschaft und rief die Menge außerhalb des Polytechneions [vergeblich] auf, sich aufzulösen.“ Eine Stunde später verlangte der Athener Polizeichef vom Rektor die Genehmigung, in das Gebäude eindringen zu können. Der Rektor lehnte dies ab. Der Senat unterstützte die Entscheidung und auch Minister Sifnaios stimmte ihr zu.
Die Besetzer des Polytechnio setzten sich neben Studierenden auch aus Militanten sämtlicher Widerstandsebenen und einigen Arbeitern zusammen. Die trotzkistischen und anarchistischen Zusammenhänge, die dort ebenfalls vertreten waren, wirkten radikalisierend, während andere Organisationen vergeblich versuchten ihre Mitglieder von der Teilnahme an der Besetzung abzuhalten. Die A-EFEE und RIGAS distanzierten sich vom ersten Moment. Das Narrativ der Agents provocateurs findet in der griechischen Politik häufig Verwendung. Besonders von der KKE wurde und wird es intensiv gegen alle abweichenden linksradikalen Strömungen und Erscheinungen eingesetzt, aber auch von PASOK und von konservativen Parteien gegen PASOK. Die den jeweiligen Parteien nahestehenden Medien arbeiten ihrerseits an der Verbreitung solcher Verschwörungstheorien. Tatsächlich gibt es aus dem November 1973 keine einzige detaillierte Beschuldigung einer bestimmten Person, ein bestimmtes Ereignis provoziert zu haben und auch keinen einzigen Beweis für die Existenz der Agent provocateurs. Etwas konkreter ist lediglich die KNE in ihrer berüchtigten Ausgabe Nr. 8 der illegalen Zeitung Panspoudastiki Anfang 1974 geworden. Darin wird die Besetzung des Polytechnio als Invasion von 350 Agenten des KYP im Auftrag der Junta und der CIA unter Führung des Maoisten Dionysis Mavrogenis „entlarvt“.[20]
„Während der Nacht herrschte lebhafte Aktivität im Gebäude und im Hof. Die Studenten verbarrikadierten alle Türen und das Hoftor, installierten einen Kurzwellensender und diskutierten in Arbeitsgruppen über ihr weiteres Vorgehen. Gegen Mitternacht übernahm ein gewähltes Komitee die Führung. Athener Sympathisanten brachten Lebensmittel. Gegen 2 Uhr in der Frühe des 15. November wurde die erste Sendung von Radio Polytechnio ausgestrahlt.“
„Auf Initiative von Anarchistinnen kamen in der Nacht auf den 15. November im Gini, einem Gebäude direkt hinter dem Eingang von der Stournari-Straße, einige Hundert Arbeiter*innen und andere Nicht-Studierende zusammen, die sich von dem autoritären Stil des linken Koordinierungskomitees abgrenzten. Diese Versammlung diskutierte die ganze Nacht ob sie eine Erklärung verabschieden wolle, die zum Generalstreik aufrief und zwischen trotzkistischen und antiautoritären Positionen schwankte. Morgens wurde die Versammlung von linken Parteikadern gesprengt, die danach versuchten allen Menschen ohne Studentenausweis den Zugang zum Polytechnio zu verwehren.“
- Robert Klein: Koukoulofori – Die Vermummten, S. 96

### 15. November
Nachdem am Vormittag durch Rektor und Senat gegenüber dem Minister Sifnaios die Ablehnung jedes Polizeieinsatzes bekräftigt worden war, wurde die Polizei am Nachmittag aus der Nähe zurückgezogen. „Die Radiostation informierte ständig über die Vorgänge. Flugblätter wurden gedruckt. Es gab sogar eine improvisierte Zeitung. Lautsprecher beschallten die umliegenden Straßen mit Slogans. Am Nachmittag befanden sich etwa 6.000 Menschen am Polytechneion, Studenten, Schüler und Arbeiter. Gegen 20 Uhr stieg die Zahl auf etwa 15.000. Dem Leitungskomitee wurden zwei Arbeiter und ein Schüler assoziiert.“

„Es herrschte eine geradezu fröhliche Atmosphäre, typisch für Studenten, die nicht begriffen, was ihnen blühen konnte, oder sich darauf verließen, dass ihnen nichts geschehen würde. Schließlich waren sie fast alle Kinder des griechischen Bürgertums. […] Ihre Ehrlichkeit und Aufrichtigkeit, ihr Idealismus und ihre Forderung nach Freiheit und Demokratie stießen auf große Sympathien bei der Bevölkerung. Natürlich waren viele der Studenten politisch eher links orientiert. Die Widerstandsbewegung Rigas Fereos spielte eine wichtige Rolle. Aber diese Studenten waren keine orthodoxen Kommunisten, dementsprechend spielte die Jugendorganisation der KKE, KNE, kaum eine Rolle. Die Studenten sympathisierten mit der eurokommunistischen KKE esoterikou oder mit den europäischen Sozialdemokraten. Für Woodhouses Behauptung, dass Kommunisten bei der Leitung mitgemischt hätten, gibt es keinen Beleg. Zugleich organisierten die Studenten alles perfekt. Kassetten mit Mitschnitten der Sendungen von Radio Polytechneion landeten einen Tag später bei der Deutschen Welle in Köln, die sie wiederum nach Griechenland ausstrahlte.“

„Es wurde schnell ein Koordinierungskomitee gebildet, in dem die kommunistischen Organisationen die Mehrheit hatten. Das gelang unter anderem dadurch, dass A-EFEE und RIGAS von ihrer Forderung, das Gebäude zu räumen, zurücktraten um die Kontrolle über die Geschehnisse zu übernehmen. Von nun an mussten alle Slogans und Verlautbarungen von diesem Komitee genehmigt werden.“
- Robert Klein: Koukoulofori – Die Vermummten, S. 94
Am Abend kam eine große Zahl, teils prominenter Besucher, darunter Panagiotis Kanellopoulos und seine Nichte Amalia, die ehemalige Frau von Karamanlis. Die Appelle von Radio Polytechnio fanden ihr Echo: In Patras besetzten etwa 800 bis 1.000 Studenten ihre Universität, am nächsten Tag geschah dasselbe in Thessaloniki durch etwa 1.000 Studenten. „Bis zum Abend des 16. November hielt sich die Polizei zurück.“

### 16. November
Am Morgen wurden Behauptungen über ausländische Drahtzieher, Baumateriallieferungen für Barrikaden und die Besorgung von Schusswaffen lanciert.
Am Mittag fand eine Kabinettssitzung statt. Papadopoulos „erklärte den Versammelten, dass beim Polytechneion etwas geschehen müsse; aber es dürfe kein Blut vergossen werden. […] Er wollte die Armee einsetzen. Wer den Befehl gab, von Mittag an Agents provocateurs der KYP und der Militärpolizei (ESA) einzusetzen, um Vorwände für das Eingreifen zu schaffen, ist nicht klar.“
Am späteren Nachmittag kam es in der Stadt, beim Syntagma-Platz, beim Präfekturgebäude und vor dem Ministerium für Öffentliche Ordnung zu Demonstrationen und Zusammenstößen mit der Polizei. Diese Aktionen gingen nicht vom Polytechnio aus. „Die Demonstranten waren Studenten anderer Athener Hochschulen, Schüler, Arbeiter und die üblichen Chaoten, die bei solchen Gelegenheiten immer dabei sind. […] Im Polytechneion war die Lage unverändert. Der Senat stand nach wie vor geschlossen hinter dem Rektor. Gegen 16 Uhr gaben die Studenten im Gebäude eine Pressekonferenz, auf der sie selbst erfuhren, dass es zu einem Tränengaseinsatz gegen sie kommen könne.“ Dies wurde um 17 Uhr tatsächlich im Vorhof eingesetzt.
„Gegen 18.30 Uhr erhielten die Polizisten, die das Ministerium für Öffentliche Ordnung bewachten, Schusswaffen.“ Die Menge versuchte, ins Ministerium zu dringen und wurde mit Warnschüssen gestoppt. Gegen 21 Uhr wurde das Gebäude mit Brandsätzen angegriffen: „Die Angreifer waren auf keinen Fall Studenten des Polytechneions, denn diese verließen das Gebäude nicht mehr.“
Heinz Richter vermutet auch hier den „immer gewaltbereiten Athener Mob“ – „es gab verletzte Polizisten und eine Anzahl durch Schüsse der Polizei verletzte Angreifer, aber keine Toten.“
Die Bezeichnung der Angreifer des Ministeriums als „auf keinen Fall Studenten des Polytechnios“ verkennt die Dynamik der Situation. Im Polytechnio wurde versucht eine medizinische Versorgung bereit zustellen, nachdem am Nachmittag die Auseinandersetzungen mit der Polizei zunahmen. Es herrschte ein Kommen und Gehen auf dem Gelände. Diomidis Komninos, ein 17-Jähriger Schüler aus Zypern war vermutlich der erste Tote, als er am Abend des 16. November gegenüber dem Polytechnio von einer Kugel der Polizei getroffen wurde. Die Menge, die darauf Ministerien angriff, war sehr heterogen.[28]
„Das Ausmaß der Unruhen in der Stadt veranlasste Papadopoulos, selbst die Kontrolle zu übernehmen und [Vizepräsident] Markezinis und den Minister für Öffentliche Ordnung zu übergehen.“ Um 18 Uhr erschien ein Armeeoberst im Athener Polizeihauptquartier und die Polizei stellte Gefangenentransporter bereit. Dann begann man, das Gelände einzukreisen. Gegen 21.30 Uhr wurden LOK-(Spezial-)Einheiten und Fallschirmjäger in Goudi in Alarmbereitschaft versetzt. Um 22.30 Uhr setzten sich die Truppen mit 10 Panzern und 3 gepanzerten Mannschaftstransportwagen in Richtung Zentrum in Bewegung. Die Spannungen wuchsen, doch soll es beim Polytechnio noch ruhig geblieben sein. „Dafür spricht auch, dass Kanellopoulos und Mavros sich gegen Mitternacht in die Nähe des Polytechneions begeben konnten. Kanellopoulos berichtete, dass die Polizei beinahe in Panik war.“

### 17. November
„Gegen 1 Uhr in der Frühe des 17. November trafen die Panzer in der Gegend des Polytechneion ein.“ Überall flüchteten die Menschen. Gegen 2 Uhr standen die Panzer vor dem akademischen Gelände. „Etwa eine Viertelstunde später erschien eine Gruppe von Studenten, um mit den Militärs über einen friedlichen Abzug zu verhandeln. [… Sie] baten um eine halbe Stunde Zeit, um das Gelände zu räumen. Die Offiziere wollten ihnen allenfalls zehn Minuten gewähren, dann würden sie Gewalt anwenden.“ Inzwischen war der Vorhof des Polytechnio voll von Studenten.

„Als sich ein Panzer näherte, riefen sie ‚Nicht schießen, wir sind Brüder‘. Dann begannen sie, die Nationalhymne zu singen. Noch bevor die zehn Minuten abgelaufen waren, rollte ein Panzer auf das schwere, schmiedeeiserne Tor der Hochschule zu. Pressefotos zeigen den Panzer mit der Kanone gegen das Polytechneion gerichtet mit dem Kommandanten im Turm stehend. Hinter dem Tor hatten die Studenten einen alten Mercedes als weiteres Hindernis geparkt. Der Panzer durchbrach das Tor und überrollte das Auto. Studenten und Journalisten, die auf den seitlichen Torpfeilern saßen, wurden heruntergeschleudert. Dabei soll es Tote gegeben haben. Die Soldaten drangen in das Gebäude ein. Um 2.45 Uhr endeten die Sendungen von Radio Polytechneion. Die Studenten auf dem Gelände und im Gebäude versuchten zu fliehen. Vielen gelang die Flucht, aber eine große Zahl wurde verhaftet.“

Es gab definitiv keine Toten auf dem Gelände des Polytechnio, alle Opfer wurden in der weiteren Umgebung durch Scharfschützen von Dächern, aus Fahrzeugen heraus oder von einzelnen Beamten erschossen. u. a. ein Kind im Stadtteil Zografou. Schwer verletzt wurde z. B. die Studentin Peppi Rigopoulou, deren Beine durch den Einsatz des Panzers zermalmt wurden.[30]
Das Nachrichtenmagazin Der Spiegel veröffentlichte die letzten Sendungen von Radio Polytechnio.
„Am Morgen des 17. November ließ Papadopoulos Markezinis kommen, um formell das von ihm verhängte Kriegsrecht abzusegnen. Über die Universitätsstädte Athen, Thessaloniki und Patras wurde eine nächtliche Ausgangssperre verhängt. Die Presse wurde einer scharfen Zensur unterworfen. […] Dennoch kam es am 18. November immer wieder zu kleineren Unruhen.“ Es folgte eine propagandistische Welle der Junta, die unter anderen auch ‚den alten Politikern‘ die Schuld gab – die griechischen Botschaften im Ausland erklärten, dass „das Ganze eine Verschwörung von Anarchisten gewesen sei, um die Wahlen und die geplante Rückkehr zur Demokratie zu verhindern.“
Eine Woche später – in den frühen Morgenstunden des 25. November 1973 – standen bereits wieder Panzer in Athen: Die ‚Hardliner‘ der Junta um den Chef der Militärpolizei ESA, Ioannidis, stürzten Papadopoulos – seine sechs Jahre dauernde Herrschaft war zu Ende.

## Die Opfer

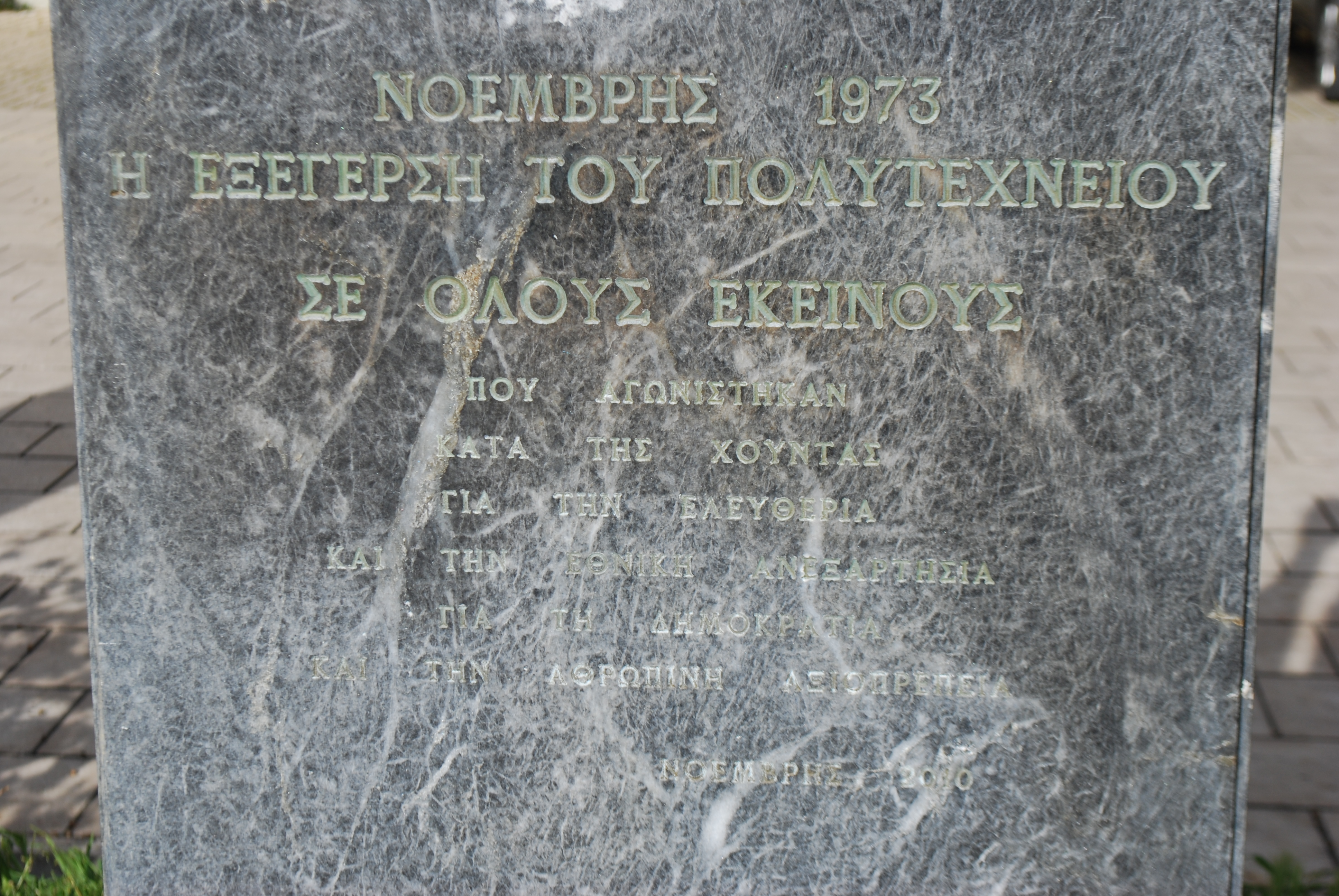
Gedenkstein in Argostoli (Kefalonia)

„Präzise nachprüfbare Angaben über die Zahl der Toten, Verletzten und Verhafteten liegen bis heute (2012) nicht vor. Die im späteren Prozess gemachten Angaben schwanken. Danach hatte es zwischen 700 und 1.000 Verhaftete, zwischen 180 und 200 Verletzte und 23 Tote gegeben. Bei der Polizei soll es weniger als ein Dutzend Verletzte gegeben haben, von denen keiner Schussverletzungen hatte. Nur ein Polizist war ernsthaft verletzt.“ „Eine Untersuchung der griechischen Forschungsstiftung (Ethniko Idryma Erevnon) aus dem Jahr 2003 nennt 24 Tote und 886 Verhaftete, unterscheidet aber nicht zwischen [den Vorfällen] an Polytechneion und Ministerium.“

## Bedeutung des Aufstands und Gedenken
Der Aufstand hatte den starken Widerstand gegen das diktatorische Regime und der auf ihn folgende Putsch Ioannidis’ die Verwerfungen innerhalb des Obristenregimes vor aller Welt deutlich gemacht. Der Zusammenbruch der Militärdiktatur stand bevor.
Die Besetzungen der Nomiki im Frühjahr 1973 und des Polytechnio im November waren verspäteter Ausdruck der Studentenrevolten, die in den Jahren 1967 – 68 in Europa stattgefunden hatten. Besonders der Pariser Mai ‘68 hatte viele griechische Studenten, die eine Weile an den französischen Universitäten verbrachten, inspiriert, sich nach der Rückkehr nicht mehr alles gefallen zu lassen. Beeinflusst durch die Situationisten in Paris und den Kampf der Junta gegen westliche Kultur, gewannen linke und linksradikale Gruppen an Einfluss unter den Studierenden in Athen. Die wenigen bekennenden Anarchist*innen versuchten den Protest gegen universitäre Belange auszuweiten, zu einer Revolte gegen den Staat und die NATO. Dafür wurden sie von Parteilinken und Regime als nihilistische Randalierer diffamiert. Kostis Kornetis schreibt, dass die Schäden am Polytechnio durch die Sturmtruppen selber verursacht worden seien. Die Studenten hätten alles – im Vergleich zur Besetzung der Sorbonne in Paris 1968 – sauber hinterlassen um nicht als „Anarchisten“ verunglimpft zu werden. Einen weiteren Unterschied zur westlichen Entwicklung der 1968er-Revolte sieht er im brutalen Charakter der griechischen Junta begründet. Aufgrund dieser hätten die Studierenden nicht „bohemian“ oder situationistische Protestformen ergreifen können. Die Distanz der damaligen Protagonisten zu der Kraft des Imaginären und Utopischen, die bezeichnend für vorrevolutionäre Situationen wie den Pariser Mai waren, macht er mitverantwortlich für die starke Bindung an die KKE. Diese verurteilte ‘68 als „opportunistischen Zirkus“, dem entgegen die griechische Studentenbewegung ernsthafter wäre. [37]
In vielen Städten und Gemeinden in ganz Griechenland wurden bedeutende Straßen nach den „Helden des Polytechnio“ (griechisch Οδός Ηρώων Πολυτεχνείου) benannt. Bis heute findet jedes Jahr am 17. November eine Gedenkdemonstration in Athen statt. Der Demonstration voraus gehen zwei Tage, in denen zahlreiche linke Gruppen, die KNE, sowie anarchistische Gruppen, auf dem Gelände des Polytechnio ihre Interpretation der Geschichte darstellen. Flankiert von den Reden des jeweiligen Ministerpräsidenten, denn sowohl ND als auch PASOK und SYRIZA streben die Deutungshoheit über den Aufstand an.